# Alevtina Savkina
Alevtina Savkina, née le 30 juillet 1986, est une rameuse russe.

## Palmarès

### Championnats d'Europe
- 2015 à Poznań, (Pologne)
  -  Médaille d'or en Huit